# Єлизавета фон Герліц
Єлизавета фон Герліц (нім. Elisabeth von Görlitz; 1390 — 3 серпня 1451) — герцогиня Люксембургу в 1411—1451 роках.

## Життєпис
Походила з династії Люксембургів. Донька герцога Йоганна фон Герліца, сина імператора Карла IV. Матір'ю була Ріхарда Катерина, донька Альбрехта, короля Швеції та герцога Мекленбургу. Народилася 1390 року в Горжовиці (королівство Богемія). У 1396 році помирає її батько, а 1400 року — мати. Опинилася під опікою свого стрийка — імператора Венцеля I.
1397 року планувався її шлюб з Фрідріхом, сином тюринзького ландграфа Балтазара Веттіна. 1398 року її нареченим став принц Карл Орлеанський. 1401 року німецький король Рупрехт I висловив бажання одружити Єлизавету зі своїм сином Йоганном, графом Пфальц-Ноймаркту. 1407 року новим кандидатом став Вільгельм II, маркграф Майсенський. Втім 1409 року Венцель, що на той час втратив німецький трон і бажав його повернути, видав Єлизавету заміж за Антуана Бургон-Валуа, брата бургундського герцога Жана I, з яким попереднього року було укладено союзний договір.
1411 року після смерті свого стрийка Йоста разом з чоловіком отримала герцогство Люксембурзьке герцогство. Втім проти цього виступили стани герцогства, які підбурювалися французьким королівським двором, де значний вплив отримала партія Арманьяків та дофін Карл. У свою чергу посилення Бургундського дому викликало занепокоєння імператора Сигізмунда Люксембурга, який 1412 року заявив, що Єлизавета разом з чоловіком отримали Люксембурзьке герцогство незаконно. 1413 року імператор сприяв повстанню в Люксембурзі на чолі з сенешалем Уартом де Отелем. У 1414 році за підтримки герцога Бургундії Єлизавета та її чоловік Антуан зуміли затвердитися в Люксембурзі.
1415 року після загибелі чоловіка у Битві під Азенкуром стала одноосібною правителькою герцогства. Проте становище її залишалося складним. Невдовзі опинилася під опікою імператора Сигізмунда. 1418 року останній сприяв шлюбові Єлизавети зі своїм союзником — Йоганном III Віттельсбахом, герцогом Баварія-Штраубін (володів також Голландією та Зеландією). Єлизавета переважно займалася справами Люксембургу, тоді як її чоловік вів тривалу війну зі своєю небогою Якобою.
У 1425 року після смерті чоловіка успадкувала низку володінь у Голландії, які через борги продала 1427 року Філіппу III, герцогу Бургундії. Також почала перемовини про передачу або оформлення заповіту на Люксембург для останнього. Проти цього виступив імператор Сигізмунд, який бажав зробити свою доньку Єлизавету спадкоємицею Люксембургу. Втім перемовини щодо продажу герцогства Люксембурзького Філіппу III припинилися лише 1435 року. В цей час у 1427—1429 роках надавала допомогу місту Мец, яку взяв в облогу Карл II, герцог Лотарингії.
1436 року прийняла невідому дівчину, що видавала себе за Жанну д'Арк, яка врятувалася з Парижу. Герцогиня сприяла її шлюбу з шевальє Робертом дез Армуазом, що викликало невдоволення бургундського герцога, який залишався ще ворогом французького короля.
1441 року через величезні борги Єлизавета вирішила продати Люксембург Якобу фон Зірку, архієпископу Тріра. Того ж року до герцогства вдерся Вільгельм II, ландграф Тюрингії, що через шлюб отримав права на Люксембург. Проте його атаку відбили бургундці. Зрештою під тиском Філіппа III, герцога Бургундії, 1442 року Єлизавета визнала його єдиним своїм спадкоємцем. 1443 року бургундські війська зайняли Люксембург.
Сама Єлизавета номінально залишалася герцогинею, отримуючи пенсіон від Бургундії. Померла 1451 року в Трірі, де мешкала останні 8 років. Була похована у церкві міноритів-францисканців в Трірі. Люксембург офіційно перейшов до Бургундії.

## Родина
1. Чоловік — Антуан, герцог Брабантський і Лімбурзький.
Діти:
- Вільгельм (1410)
- дитина (1413)

2. Чоловік — Йоганн III Віттельсбах, герцог Баварія-Штраубін, граф Голландії, Зеландії, Ено.
Діти: не було.